# Скандинавская мифология

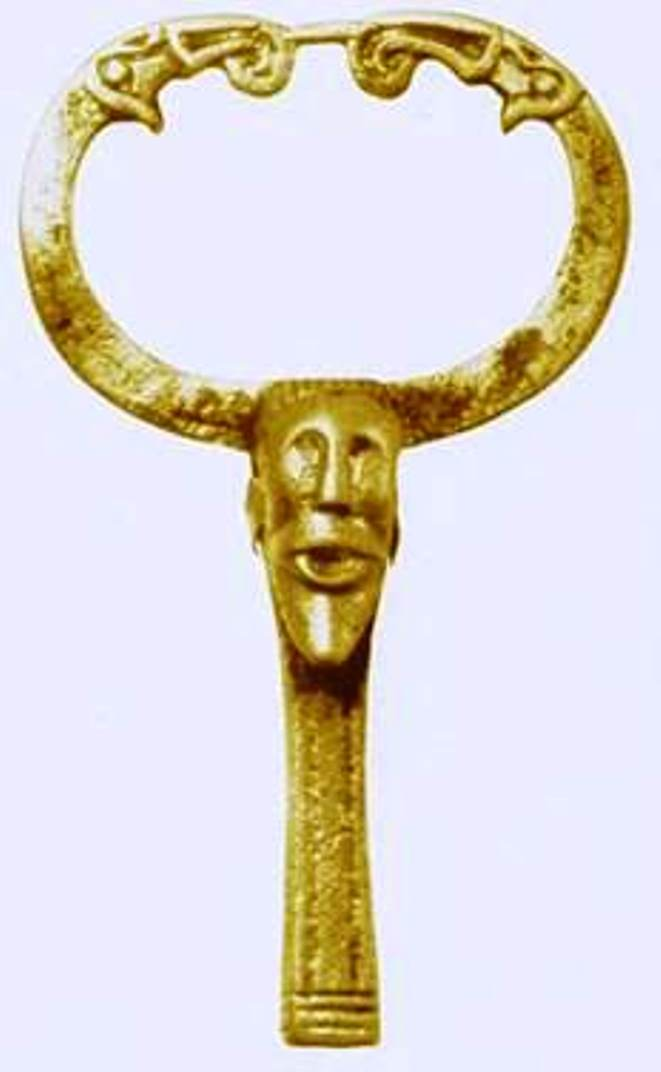
«Поющий Один» из скандинавского производственного комплекса Старой Ладоги VIII века. Навершие несохранившегося предмета. Стилистически связан с искусством Скандинавии вендельской эпохи

Скандинавская мифология — мифология древних скандинавов, развившаяся из древнегерманской мифологии.
Систематический материал, отражающий целостную мифологическую систему (преимущественно как поэтическую эддическую мифологию), из традиций, производных от германской мифологии, имеется только по скандинавской мифологии последних веков перед принятием скандинавами христианства. Скандинавская мифология отражена в основном в исландских литературных текстах, созданных в раннехристианский период.
Скандинавская эддическая мифологическая система имеет пространственную модель мира, включающую «горизонтальную» и «вертикальную» проекции. Во временном плане скандинавская мифология включает космогонические и эсхатологические мифы, между которыми прослеживается неполная симметрия.

## Источники

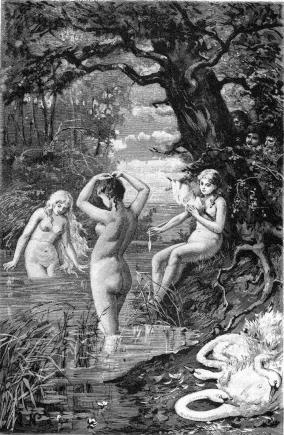
Велунд и два его брата видят купающихся девушек-лебедей, Песнь о Вёлунде. Иллюстрация Йенни Нюстрём, 1893

## Пространственная модель мира
Скандинавская эддическая мифологическая система имеет пространственную модель мира, включающую «горизонтальную» и «вертикальную» проекции, при этом при переходе от первой ко второй предполагается ряд трансформаций. Горизонтальная схема является антропоцентричной и строится на основе противопоставления земель: Мидгард, который населён людьми и занимает срединную часть земли, противопоставлен Утгарду, Ётунхейму, описанным как пустынная, каменистая и холодная окраина земли, где обитают великаны-ётуны, а также окружающему землю мировому океану, в котором находится чудовище Ёрмунганд, змей Мидгарда. Противопоставление этих земель понимается исследователями как оппозиция между центром и периферией, внутренним и внешним, «своим» и «чужим», «культурой» и «природой». Страна ётунов расположена на севере и востоке. Север демонизирован, там находится царство мёртвых Хельхейм, более явно выступающее в вертикальной проекции. В рамках обеих проекций существует мотив четырёх карликов-цвергов: их имена соответствуют четырём сторонам света, Аустри, Вестри, Нордри, Судри, в то же время они поддерживают небо по углам.

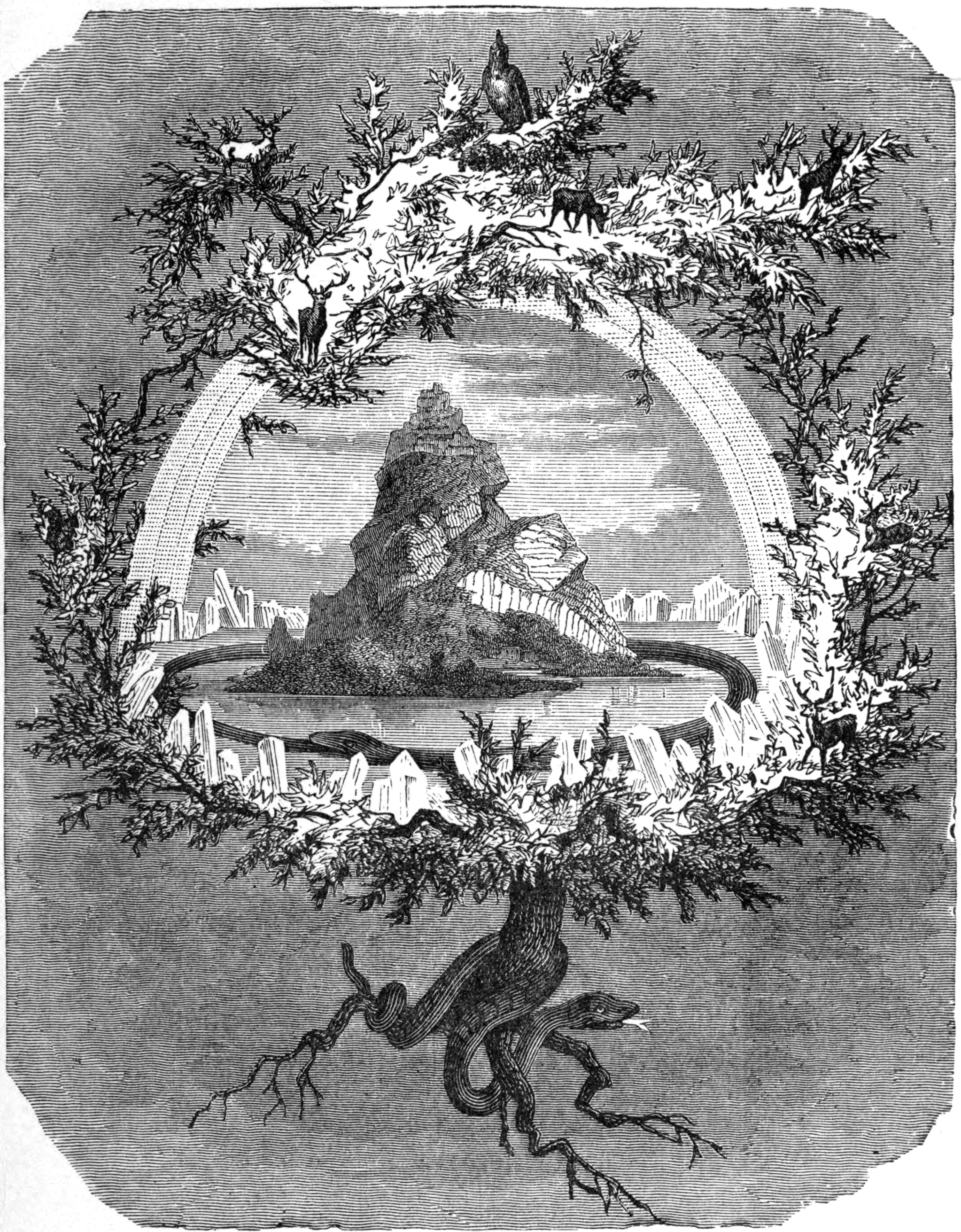
Ясень Иггдрасиль, гравюра Фридриха Вильгельма Гейне из книги Wägner, Wilhelm (1886). Asgard and the gods. London: Swan Sonnenschein, Le Bas & Lowrey

Основа вертикальной проекции — мировое древо, представленное как ясень Иггдрасиль, связывающий Мидгард и небо, Асгард, где живут боги и расположено обиталище павших воинов — Вальхалла, а также подземный мир, царство мёртвых, Хельхейм и водные источники. Отождествлены «низ» и «север». Хель представлен как центр, в котором сходятся горизонтальная и вертикальная схемы. В вертикальной проекции противопоставляются боги и люди, небесная Вальхалла и селения для простых умерших в подземном мире; небесные валькирии и обитающие у корней Иггдрасиля норны — две категории богинь судьбы. В скандинавской мифологии число девять и число три, лежащее в его основе, являются условными постоянными числами. Первая песнь «Старшей Эдды» «Прорицание вёльвы» рассказывает о вёльве, провидице, вспоминающей «девять миров» и девять древесных основ или корней (что может говорить о множестве мифических дерев); названы также три корня, которые соответствуют трём категориям — люди, инеистые великаны и Хель. В более поздней редакции «Младшей Эдды» вертикальная проекция становится менее чёткой, корень связан не с людьми, а с небесной составляющей, инеистые великаны, которые уже умерли и перенеслись в подземный мир, заменены великанами ётунами, обитающими на краю земли. Различные уровни «древесной» модели сопоставлены с животными. На вершине мифологическая схема помещает орла, у корней змея Нидхёгга, в середине четырёх оленей, поедающих листья Иггдрасиля и, предположительно, ранее соотносимых с частями света. Нидхёгг может быть соотнесён с Ёрмунгандом горизонтальной схемы, подземные источники и реки — с мировым океаном. Вертикальная схема объединяет козу и оленя, стоящих на вальхалле, ствол мирового ясеня и источники у его корней через циркулирование священного меда, представленного источником жизненного обновления и магической силы. Белка Рататоск снуёт по дереву в качестве посредника между верхней и нижней частями. К вертикальной проекции относится и радужный мост Биврёст, который соединяет землю и небо. Скандинавская пространственная модель является однотипной в отношении большинства индоевропейских, а также сибирской и другим мифологическим моделям, организованным через образ мирового дерева.

## Космогонические и эсхатологические мифы
Мир появился в результате взаимодействия воды и огня с холодом и погибнет в пожаре и наводнении, стуже и жаре. В начальное мифическое время и в последние времена повторяются схожие поединки богов с хтоническими чудовищами. Однако главные две группы богов, асы и ваны, будучи враждебны друг другу в начальные времена, в финале выступят единым божественным племенем. В то же время Один и Локи были двойниками на космогоническом этапе, но станут антиподами на эсхатологическом.
Происхождение мира представлено в качестве заполнения мировой бездны Гинунгагап и переход от хаоса к космосу. Великанов мифы изображают как противостоящими богам в пространственном плане, так и предшествующими им во временном. Первосуществом выступает великан-гермафродит Имир, появившийся из остывающих подземных вод Эливагар, которые заполнили мировую бездну. Из подмышек Имира и благодаря трению ног были рождены остальные инеистые великаны. Имир был убит богами, создавшего из его тела мир. Аналогиями здесь выступают индийский Пуруша, вавилонская Тиамат, китайский Пань-гу — в китайской, ацтекская богиня земли и др. Богами, сынами великана Бора, была «поднята» земля, вероятно, из перобытного мирового океана. Эти же боги устроили на ней прекрасный Мидгард. Тремя асами, Одином, Лодуром и Хёниром оживлены древесные прообразы людей, Аска и Эмблу, которым следует жить в Мидгарде. Возникли норны, задача которых определять судьбы людей. Боги устроили небесный свод и определили роли солнца Соль и месяца Мани, являющихся сестрой и братом.
В ходе устроения мира боги обуздали хтонических чудовищ, к числу которых принадлежат змей Ёрмунганд, волк Фенрир и их сестра Хель, хозяйка царства мёртвых; позднее также был обуздан их отец Локи. Но при подходе конца мира эти существа должны освободиться. Эсхатологические мотивы проникли в саму космогоническую систему. В золотой век всё было из золота, а боги и люди жили в покое, но затем происходит первая война асов и ванов. Появление смерти от копья и первое ритуальное жертвоприношение в рамках воинской инициации — убийство юного божества Бальдра — представлено как пролог к эсхатологическим событиям и обратному переходу от космоса к хаосу. Будут нарушаться обеты и нормы морали, произойдут конфликты родов, грядёт стужа, которая продлится три года. Мировой ясень будет содрогаться, потому что освободятся хтонические демоны, прибудет корабль мертвецов, появятся сыновья Муспелля и огненный великан Сурт. Последняя битва Рагнарёк произойдёт между богам, которым будут помогать лучшие из воинов, павших в битве — эйнхерии, и хтоническими чудовищами. Противники убьют друг друга. Сурт сожжёт мир, которому суждено погибнуть от огня и наводнения, но затем он возродится. Последнее положение может как отражать циклическую модель смены времён традиционной мифологии, так и быть результатом христианского влияния.
Эсхатологизированная германо-скандинавская мифология которая отразила в поздний период своего развития отмирание родовых традиций, наделяет мировую катастрофу этической окраской. Эсхатологический памятник «Прорицание вёльвы» повествует о клятвах, которые были попраны самими богами. Последний век «бурь и мечей» будет отмечен братоубийствами, совершёнными из корыстных побуждений, гибелью в распрях близких родичей и др.

## Этиологические мифы и чудесные предметы

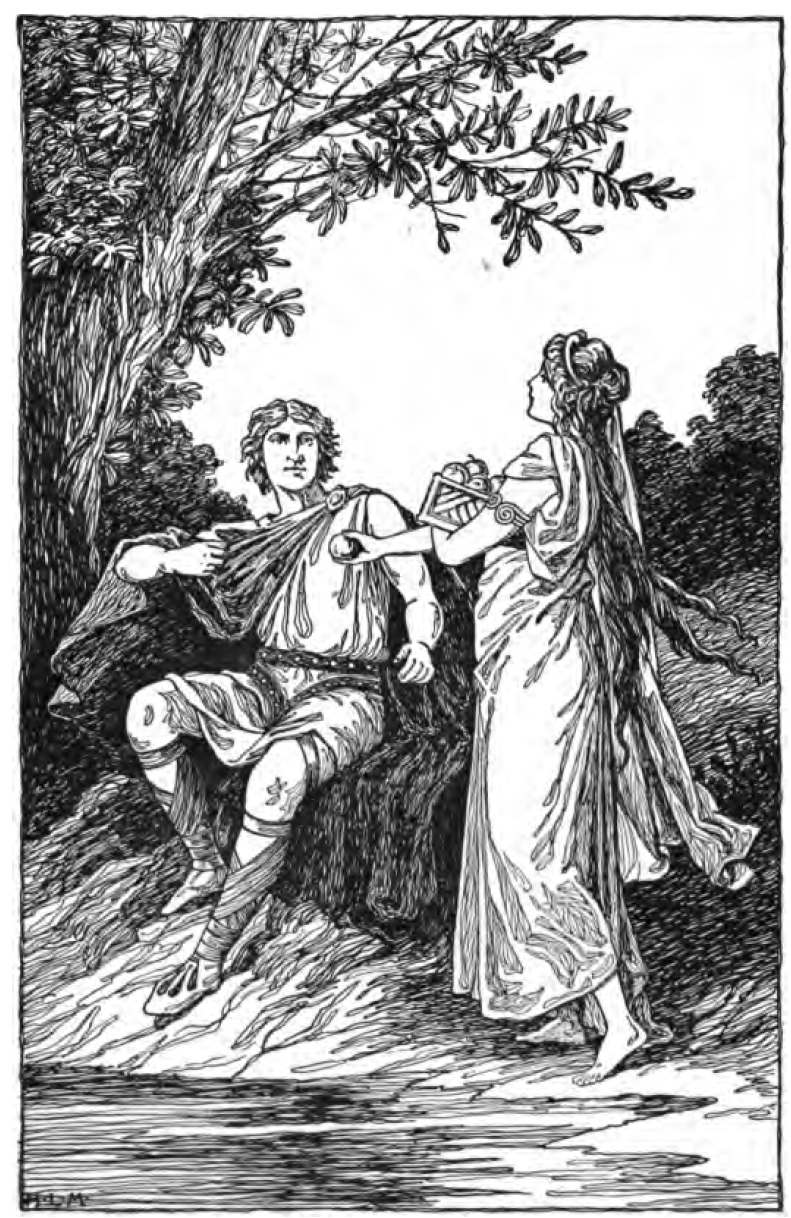
Идунн и Локи, из книги Foster, Mary H. 1901. Asgard Stories: Tales from Norse Mythology

Горизонтальная проекция служит фоном также для непрекращающейся борьбы между богами и великанами, включая события, связанные с походами Тора и его спутников на восток. В то же время описаны любовные сношения и экзогамные браки с дочерьми великанов. Ётуны стремятся завладеть богинями и чудесными предметами богов — молотом Тора, волосами Сиф, молодильными яблоками Идунн и др. Чудесные атрибуты и эликсиры, включая копье Одина Гунгнир, его же золотое кольцо Драупнир, молот Тора Мьёлльнир, волшебный корабль Скидбладнир, ожерелье Брисингамен, сокровища, принадлежащие карлику Андвари, мёд поэзии — создали искусные карлики-цверги, тогда как богами эти предметы добываются у них при помощи силы или хитрости. Основу этих сюжетов, в частности, составили этиологические мифы, объяснявшие происхождение таких предметов, как священный мёд, первое копьё, молот и др. Божество в таких мифах играло роль культурного героя и героя, борящегося с чудовищами. В сохранившихся источниках этиологическая составляющая не выражена явно, а чудесные предметы циркулируют через миры. Значимый этиологический сюжет происхождения священного мёда, который даёт силы, экстаз шамана, вдохновение поэта и мудрость, трансформирован в рассказ, где он циркулирует от богов к цвергам, затем к великанам и снова к богам. Повествования о том, как Один добывает священный мёд у великанов, а Тор — котёл для пива, и, предположительно, о том, что Локи возвращает молодильные яблоки Идунн, могли происходить от единого этиологического мифа и соответствующего ему ритуала, что подтверждает наличие параллели с индийским мифологическим сюжетом о соме — амрите. С названными мифами в семантическом плане сближаются сюжеты, рассказывающие про неиссякающее медовое молоко козы Хейдрун и неиссякающее мясо козлов Тора Тангниостра и Тангриснира, чудесного вепря Сехримнира эйнхериев и бога Фрейра — козлы и кабан имеют также функцию чудесных коней; порождающее себе подобных кольцо Одина Драупнир, золотую чудесную мельницу Фроди (Фрейра) — Гротти, возвращающийся молот Тора; символы плодородия или плодовитости, как золотые волосы Сив и ожерелье Фрейи — Брисингамен. Сюжеты, в которых у богов происходит вечное обновление их волшебных сил и источников пищи сопоставима с убивающими друг друга и снова оживающими ради пира в вальхалле эйнхериями.

## Высшая мифология
Скандинавские боги борются с хтоническими чудовищами и ётунами. Боги составляют категорию мифологических персонажей, которая стоит выше природных духов альвов и карликов-цвергов, женских судьбоносных существ — валькирий и норн, а также земных героев. Скандинавская космотеогония изображает высший божественный пантеон богов в качестве результата соединения двух категорий — асов и ванов, которое произошло после войны между ними. Соединение представлено ассимиляцией асами ванов — некоторой категории божественных персонажей, которые связывались с земледельческими культами и обладали магическими и пророческими способностями, их качеством было также сакральное миролюбие: Ньёрд, Фрейр, Фрейя. Эти качества в категории асов разделены: земледельческое благополучие является атрибутом Тора, магический и пророческий дар характерны для Одина, а миролюбивость — для Бальдра. Жена Ода — Фрейя в функциональном, и, возможно, в генетическом плане является почти тождественной Фригг — жене Одина. В большом числе источников понятия боги и асы представлены в качестве синонимов, поскольку ваническую аграрную мифологию подчиняет себе одиническая, небесно-хтоническая, воинская и «шаманская», куда входят вальхалла, валькирии, эйнхерии, воинская инициация — смерть Бальдра и др.

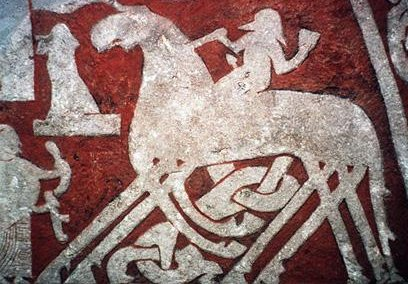
Всадник на лошади, обычно отождествляемый с Одином и его восьминогим конём Слейпниром или с мертвецом, прибывающим в Валхаллу на лошади Одина, камень из Tjängvide, Готланд, около 700—900

Группа асов изображена в виде возглавляемой Одином патриархальной родовой общины. Но решение важных вопросов асы осуществляют с помощью тинга, народного собрания. Значимыми в мифах изображены ритуальные пиры, на которых боги распивают священный напиток. К божественному пантеону принадлежат Один (с функциями и аспектами власти, мудрости, магии, включая военную, покровителя воинов, хозяина вальхаллы), Тор (с функциями громовника, а также военной и аграрной, главного борца против великанов и мирового змея), Тюр (понимаемый исследователями в качестве старого индоевропейского небесного божества; его функция — покровительство военных собраний и поединков), Хеймдалль (с функцией стража богов и мирового дерева), Хёнир, Улль (представлен в качестве стрелка из лука и лыжника), Бальдр (описан в роли юного божества и ритуальной жертвы), Ньёрд (с функциями и аспектами плодородия, моря и судоходства), Хёд (описан в роли слепого бога, убийцы Бальдра), Фрейр (с функциями и аспектами плодородия, мира), Локи (описан в качестве трикстера — мифологического плута и насмешника; он породил хтонических демонов, был посредником между богами и великанами), Браги (описан в роли скальда) и ряд других. Юных богов Видара, Вали, Магни и Моди мифы изображают в основном как мстителей за своих отцов и братьев. Хермодом предпринимается попытка возвращения своего брата Бальдра из царства мёртвых хель. Вили и Ве известны только в качестве братьев Одина и «сынов Бора», Од — в качестве мужа Фрейи. Предположительно, он является ипостасью Одина. Категория богинь связана преимущественно с плодородием и деторождением. К ней относят в первую очередь Фригг, Фрейя, Сив, Идунн, а также охотницу и лыжницу Скади, реже упоминались Гевьон и Фулла.
Для культа наиболее значимыми были образы Одина, Тора и Фрейра, но в рамках нарративных мифов главные действующие лица представлены Одином, Тором и Локи, которые играют роль в первую очередь культурных героев — Один представлен творцом и шаманом, жрецом, добытчиком священного меда и рун, его качества и атрибуты включают мудрость, магию и пророчества; Тор — героем, борящемся с чудовищами, от которых он защищает богов и человека, он борец с великанами и мировым змеем; Локи — в качестве негативного варианта культурного героя, трикстера, с помощью трюков он вечно добывает мифологические ценности у цвергов для богов, у богов для великанов и т. д. Акцентируется внимание на уме Одина, что включает такие свойства, как магическая сила и коварство; физической силе и героической ярости Тора; хитрости и плутовстве Локи. Одина и Тора, как вытесненного Тюра мифология изображает в качестве богов неба и войны. Однако имеются и различия: свойствами и атрибутами Одина являются военная магия и военная дружина, покровительство над героями и принесения им раздора; Тор описан в роли героя, моделирующего вооруженный народ, божества, защищающего богов и человека от разнообразных демонов; функция Тюра ограничена сохранением воинских правил. Один является богом неба в качестве хозяина небесных чертогов для воинов, тогда как Тора мифология свела к роли собственно громовника. Локи является дублёром Одина в космогоническом аспекте и демоническим противником в эсхатологическом. Оба последних наделены шаманскими свойствами, но странствия Локи в качестве шамана происходят только в рамках горизонтальной проекции, а Один увязывается с образом мирового древа. В этом качестве Один оттеснил громовника Тора и выступает соперником стража богов Хеймдалля, вероятно, вначале тождественного мировому ясеню Иггдрасилю. Параллельность отразил мифе про спрятанный под деревом глаз Одина и слух или рог Хеймдалля. Один выступает как позитивный творец — описан в роли отца асов, тогда как Локи является отцом хтонических демонов; Один выступает хозяином небесного обиталища лучших воинов, а Локи — отцом владелицы подземного царства мёртвых и тайного виновника первой смерти — Бальдра, — одинического жертвоприношения. Реальным убийцей является Хёд, который, предположительно также дублирует Одина.
Предполагается, что в ходе развития мифологии на первый план выдвигался Один и вся одиническая система как небесная воинская мифология; с роли богов неба оттеснялись производный от индоевропейского небесного бога Тюр и в некотором плане — также индоевропейский громовник Тор. Кроме того, всё большее значение получали эсхатологические мотивы, пронизывающие скандинавскую мифологию, по меньшей мере, на «эддическом» этапе. Ряд мотивов, которые связаны с шаманизмом, рыболовной деятельностью, как считается, отразили контакты скандинавов с саамско-финской культурой.

## Низшая мифология
К числу персонажей скандинавской низшей мифологии относятся альвы, природные духи, противопоставляемые богам асам, германской низшей мифологии — эльфы (восходят к альвам), вервольфы, персонажи (призраки и злые духи) дикой охоты, рюбецаль (горный дух), хольда (рождественский персонаж) и др.

## Христианизация
Из земель германских народов языческая религия дольше всего продержалась на самых северных территориях, в Исландии, Норвегии и Швеции.
История христианизации Исландии хорошо известна благодаря большому количеству письменных источников, созданных в стране в Средние века. Исландцы были во многих отношениях самым интернациональным населением из северных скандинавов. Среди тех, кто поселился в Исландии в конце IX века, были выходцы норвежского происхождения из христианской Ирландии. Некоторые из них были христианами; некоторые поклонялись одновременно Христу и Тору. Отход от языческих верований, видимо, усилился в X веке. Заметным было влияние христианской мысли на некоторых исландских поэтов. Известны случайные миссии в Исландию в конце X века, но прогресс распространения христианства был незначительным до того времени, когда Олаф I Трюггвасон, король Норвегии, прислал немецкого священника Тангбранда около 997 года. Тангбранд был безжалостным и жестоким человеком; он был объявлен вне закона и вернулся в Норвегию около 999 года. Но через год после отъезда Тангбранда, около 1000 года исландский парламент Альтинг по инициативе короля Олафа постановил крестить всё население, хотя были сделаны уступки тем, кто желал практиковать языческие обряды в частном порядке. Многие из наследственных языческих вождей стали лидерами церкви, и во многом по этой причине старые традиции сохранилась в Исландии лучше, чем в других скандинавских странах.
Христианизация Норвегии прошла намного менее мирно. О ней известно многое, главным образом из красочных исландских записей. Олаф Трюггвасон, прибывший в Норвегию из Англии около 995 года, быстро одержал победу над языческим правителем Хаконом Сигурдссоном. Язычество глубоко укоренилось в сознании потомственных землевладельцев, так как общественный строй во многом основывался на его принципах. Огнём и мечом за своё короткое пятилетнее правление Олаф распространил христианство по всей Норвегии. Однако к тому времени, когда он погиб в морском сражении около 1000 года, многие из его подданных были христианами только формально. К тому времени, когда примерно через 15 лет на престол взошел Олаф II Харальдссон (впоследствии святой Олаф), одни норвежцы были крещены, другие нет, и каждый верил во что хотел. Олаф II вознамерился завершить дело своего предшественника, прибегнув к тем же методам. За тираническое правление подданные, включая христиан, изгнали его на Русь. Он вернулся с разнородной армией около 1030 года, встретил свою смерть и вскоре был причислен к лику святых. Олафу удалось прочно утвердить христианство в Норвегии.
Очень мало известно о крещении Швеции, представлявшим собой медленный и сложный процесс. Жители Западного Гёталанда, по-видимому, были крещены раньше остальных, но публичные языческие жертвоприношения сохранялись в храме Уппсалы до конца XI века. Христианские короли были изгнаны, вероятно, из-за их религиозной деятельности. Швеция едва ли была христианской страной примерно до 1100 года.
Язычество не имело стойкости и внутреннего побуждения, чтобы сопротивляться давлению христианства с его сильной, хорошо организованной церковью и учением, охватывающим сферы вероисповедания и этических норм. Картина германской религии, которую дают скандинавские источники, спорна, поскольку многие тексты относятся к периоду, когда угасающее язычество находилось под угрозой гибели из-за растущего влияния христианства. Эта ситуация может объяснить пессимистическое мировоззрение, пронизывающее некоторые аспекты эддической поэзии, а также некоторые довольно уничижительные описания поведения богов.

## Влияние на позднейшую культуру
Большинство германских названий дней недели происходят от имён древнегерманских богов.
Например, в английском языке:
- Tuesday (вторник) — Tyr’s (Tiw’s) day (день Тюра),
- Wednesday (среда) — Odin’s (Woden’s) day (день Одина),
- Thursday (четверг) — Thor’s day (день Тора),
- Friday (пятница) — Frigg’s или Freya’s day (день Фрейи),

В немецком языке:
- Dienstag (вторник) — день Тюра (*Teiwa (Ziu)),
- Donnerstag (четверг) — день «грома» (день бога грома — то есть, Тора),
- Freitag (пятница) — день Фрейи (Frija),

В финском языке это заимствования из германских языков:
- Tiistai (вторник) — день Тюра
- Torstai (четверг) — день Тора
- Perjantai (пятница) — день Фрейи.